# Lachapelle-Auzac
Lachapelle-Auzac település Franciaországban, Lot megyében. Lakosainak száma 796 fő (2022. január 1.). Lachapelle-Auzac Cuzance, Baladou, Gignac, Souillac és Mayrac községekkel határos.

## Népesség
A település népességének változása:
| Lakosok száma | 555  | 695  | 774  | 771  | 775  | 788  | 792  | 793  | 794  | 796  |
|               | 1968 | 1982 | 1990 | 2006 | 2013 | 2015 | 2017 | 2019 | 2020 | 2022 |